# TUM Department of Architecture
Das Department of Architecture der Technischen Universität München (TUM) bietet mit rund 200 Wissenschaftlern an 28 Professuren und über 1.500 Studierenden die bayernweit einzige universitäre Architekturausbildung. Das Department verfügt über ein ungewöhnlich umfangreiches Themenportfolio.
Das Department ist Teil der TUM School of Engineering and Design. Im Zuge einer grundlegenden Reform der Organisationsstruktur der TUM (Agenda 2030) wurde die vormalige Fakultät für Architektur zum 1. Oktober 2021 als Department in die genannte School integriert.

## Architekturmuseum
Als Ort und Treffpunkt für alle an Architektur Interessierten zeigt das Architekturmuseum der Technischen Universität München
in der Pinakothek der Moderne seit 2002 ein breit gefächertes Programm wechselnder Ausstellungen, das durch Publikationen, fachkundige Führungen, Gesprächsrunden, Vorträge und andere Veranstaltungen ergänzt wird. Durch die in Deutschland einzigartige Stellung als Hochschulinstitution mit Archiv und Ausstellungsräumen vereint das Architekturmuseum Sammlung, Lehre und Forschung.

## Studiengänge
B.A. Architektur, B.Ed. Bautechnik, B.Sc. Landschaftsarchitektur, M.A. Architektur, M.Sc. Ressourceneffizientes und nachhaltiges Planen und Bauen, M.A. Landschaftsarchitektur, M.Sc. Urbanistik

## Lehr- und Forschungseinheiten (Professuren)
- Architektur und Konstruktion
- Entwerfen und Gestalten
- Bildende Kunst
- Entwerfen, Umbau und Denkmalpflege
- Architekturinformatik
- Städtische Architektur
- Entwerfen und Konstruieren
- Baugeschichte, Historische Bauforschung und Denkmalpflege
- Theorie und Geschichte von Architektur, Kunst und Design
- Architekturgeschichte und kuratorische Praxis
- Restaurierung, Kunsttechnologie und Konservierungswissenschaft
- Baurealisierung und Baurobotik
- Nachhaltige Entwicklung von Stadt und Land
- Baukonstruktion und Baustoffkunde
- Tragwerksplanung
- Neuere Baudenkmalpflege
- Gebäudetechnologie und klimagerechtes Bauen
- Integrated Product Design
- Entwerfen und Holzbau
- Urban Design
- Städtebau und Wohnungswesen
- Raumentwicklung
- Landschaftsarchitektur und Transformation
- Landschaftsarchitektur und öffentlicher Raum
- Landschaftsarchitektur regionaler Freiräume
- Architectural Design and Participation
- Green Technologies in Landscape Architecture

## Geschichte

### Vorgeschichte
Ab 1766 gab es außerdem eine öffentliche Zeichenschule, die ab 1770 von Kurfürst Max Joseph III. unterstützt wurde. Allerdings wurde auch hier nur Grundlagenunterricht gehalten.
Am 26. März 1792 wurde als Ergänzung der Ausbildung durch die Zünfte für Lehrlinge und Gesellen die „Feiertäglichen Zeichnungsschule“ durch Hermann Mitterer gegründet. Im Jahre 1793 gründete Franz Xaver Kefer für den Personenkreis der Lehrlinge und Gesellen die Feiertagsschule München. Beide Schulen wurden kurz darauf zusammengeschlossen, da man erkannte, dass neben dem Grundwissen wie Lesen, schreiben und Rechnen das Beherrschen der Zeichenkunst grundlegend für alle Handwerksberufe war. Bis zur Eröffnung der Bauschule an der Akademie der Bildenden Künste München im Jahre 1808 gab es in Bayern keine akademische Ausbildung von Architekten und Baumeistern.
1823 wurde von Gustav Vorherr nach dem Vorbild der Pariser École polytechnique und der Berliner Bauakademie als erste ihrer Art im deutschen Sprachraum die Königliche Baugewerksschule in München gegründet. Hier sollte, anders als in diesen Städten, ein modernes, an den örtlichen Notwendigkeiten orientiertes Bauwesen im Vordergrund stehen, das sogar den bis dahin vernachlässigten ländlichen Raum einbezog und praxisorientiert begabte Bauhandwerker und Parliere zu Baumeistern fortbildete.

#### Die Bauschule der Akademie der Bildenden Künste

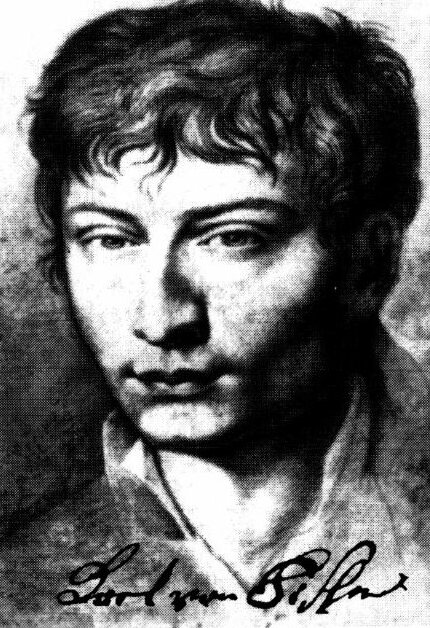
Carl von Fischer

1808 wurde die Bauschule der Akademie der Bildenden Künste in München eröffnet und blieb für die folgenden Jahrzehnte der wichtigste Ort der Architektenausbildung in Bayern. Der Unterricht begann im Jahr 1809 zunächst im Untergeschoss des ehemaligen Jesuitenkollegs (Wilhelminum) in der Neuhauser Straße. 1812 wurde ein zusätzliches Gebäude im Hof des Wilhelminums eröffnet. Die Aufnahmekriterien für die Bauschule waren nicht sehr restriktiv: Die 13- bis 14-jährigen Schüler mussten lediglich Lesen, Schreiben und Rechnen können. 1827 wurden dann zudem Kenntnisse in Geometrie, Stereometrie, Schattenbestimmung, Holzkonstruktion, Architekturzeichnen und Kenntnis der Säulenordnung nach Vignola vorausgesetzt. 1847 wurde zudem eine Vorprüfung abgehalten.
Jedes Jahr nahmen zwischen 22 und 60 Schüler das Studium an der Bauschule auf. Die Bauschule wurde zunächst von Carl von Fischer geleitet. Nach dessen Tod wurde 1820 Friedrich von Gärtner von König Ludwig I. zum Professor der Baukunst ernannt und als dieser dann 1841 Direktor der Kunstakademie wurde, übernahm August von Voit die Leitung der Bauschule. 1847 starb Gärtner und Voit wurde zum Oberbaurat ernannt, so dass der Posten des Leiters der Bauschule erneut frei wurde. Ludwig I. bestimmte Ludwig Lange als Leiter, der in einer Akademiereform den Staatsbaudienst aus der Bauschule ausgliederte. Da Maximilian II. in Abgrenzung von der Antikenleidenschaft seines Vaters Ludwig I. einen eigenständigen Baustil zum Programm erhob („Maximiliansstil“), wurde auch der Leiter der Bauschule 1855 ausgewechselt und Georg Friedrich Ziebland erhielt dieses Amt.
In der zweiten Hälfte des 19. Jahrhunderts verlor die Architektenausbildung an der Kunstakademie jedoch stark an Bedeutung und verlagerte sich immer stärker an das Polytechnikum. 1873 wurde der Lehrstuhl für Architektur aufgehoben und die Lehre in Höherer Baukunst an der Kunstakademie wurde von nun an durch den Inhaber des Lehrstuhls für Höhere Baukunst am Polytechnikum übernommen.

#### Die Architektenausbildung an der Polytechnischen Schule
Da sich die Akademie einer Auseinandersetzung mit Industrie und Technik verschloss, kam es 1833 zur Gründung einer polytechnischen Schule in München. Als dann in den 1850er-Jahren die Schule, an der es noch keine Trennung zwischen Bauingenieur und Architekt gab, den Weg zur Staatsprüfung zum „Civilbauingenieur“ dem wichtigen Titel für Staatsbaubeamte, eröffnete, zeichnete sich ein Umschwung in der Münchner Architekturausbildung ab, der schließlich zum Bau der 1868 eröffneten „neuen polytechnischen Schule“ – die heutige TU München – und zum Ende der Bauschule 1873 an der Akademie führte.

### Neubau und Neureuther-Renaissance 1868–1882
An der „neuen polytechnische Schule“ – ab 1877 Technischen Hochschule, seit 1970 Technische Universität – war erstmals in Bayern die Ausbildung von Architekten und Ingenieuren getrennt. An der „Hochbauschule“ unterrichteten die vier Professoren Gottfried von Neureuther (Höhere Baukunst), Rudolf Gottgetreu (Konstruktion), Albert Geul (Civilbau) und Joseph Mozet (Zeichnen) sowie der Bildhauer Conrad Knoll und als einziger Assistent August Thiersch. Die Zahl der Architekturstudenten stieg von 1868 bis 1878 von 18 auf 161. Dominierender Lehrer war Gottfried von Neureuther, der beim Entwurf die Formensprache der italienischen Renaissance vertrat. Eine stilistisch definierbare Neureutherschule bildete sich allerdings in den 14 Jahren seiner Lehrtätigkeit bis 1882 nicht aus.
Den Gründungsbau für die „neue polytechnische Schule“ errichtete Gottfried von Neureuther 1864–1868 als prächtiges Neorenaissancegebäude mit Mitteltrakt und zurückgesetzten Seitenflügeln direkt gegenüber der Alten Pinakothek nach dem Vorbild von Gottfried Sempers Zürcher Polytechnikum (heute ETH Zürich). Zur Verfügung stand ein 90 m breiter Bauplatz an der Arcisstraße, weniger als die Hälfte des heutigen von Arcis-, Theresien-, Luisen- und Gabelsbergerstraße begrenzten Stammgeländes. Im südlichen Seitenflügel waren Chemie und Physik und im nördlichen die Mechanisch-Technische Abteilung sowie Räume für Geologie und Mineralogie untergebracht. Der Hauptbau umfasste in den Obergeschossen die Abteilungen für Architektur und für Bauingenieurwesen. Heute sind von dem im Zweiten Weltkrieg zerstörten Gründungsbau nur noch Teile des Erdgeschosses entlang der Gabelsbergerstraße und im Hof hinter dem „Bestelmeyerbau“ (Süd) erhalten.
Gottfried von Neureuther versuchte, durch seine Position als einziger Entwurfslehrer der Höheren Baukunst, seinen Neorenaissancismus zu einer eigenständigen Stilrichtung zu entwickeln, konnte sich jedoch trotz zahlreicher bekannter Schüler (Seidl, Hocheder, Mellinger, Graff und Löwel) mit diesem Programm nicht durchsetzen. Die Architekturausbildung in München stand noch im Schatten der ungleich erfolgreicheren Architekturschule des Stuttgarter Polytechnikums (u. a. mit Christian Friedrich von Leins).

### Die Ära Thiersch 1882–1921
Die Münchner Schule erlangte erst unter seinem Nachfolger Friedrich von Thiersch, der 1879 für den schwer kranken Neureuther berufen wurde, überregionale Bedeutung. Zahlreiche Neuberufungen unter Thiersch (u. a. von Schmidt, Hocheder, Fischer, Bühlmann, Sporrer, Pfann, Wittmann, von Mecenseffy) sowie die Ausweitung der Lehrtätigkeit führte dazu, dass die Münchener Architekturfakultät im Jahr 1909 das erste Mal mit 577 eingeschriebenen Studenten die bis dahin führende Technische Hochschule Berlin überholte und zur bedeutendsten Architekturschule des Deutschen Reichs wurde.
Im Sommersemester 1907 wurde die erste weibliche Architekturstudentin immatrikuliert, nachdem Bayern bereits 1905 die Zulassung von Frauen als Studierende an der Technischen Hochschule zugelassen hatte. Da es jedoch nach wie vor nur eine geringe Zahl weiblicher Abiturientinnen gab, blieb die Zahl der weiblichen Architekturstudentinnen niedrig.
Mit Thiersch dominierte bis ins 20. Jahrhundert der Renaissance-Monumentalbau die Lehre der Architekturfakultät, wobei überdurchschnittlichere Schüler bei Thiersch eine große Freiheit im Entwerfen nutzen konnten. Seine Schüler arbeiteten auch bei zahlreichen Bauprojekten mit. Bei Thiersch studierten viele der einflussreichsten Architekten des frühen 20. Jahrhunderts wie Max Berg, Paul Bonatz, Martin Dülfer, Martin Elsaesser, Ernst Fiechter, Theodor Fischer, Hans Grässel, Otho Orlando Kurz, Ernst May, Hubert Ritter, Otto Rudolf Salvisberg, Fritz Schumacher und Heinrich Tessenow. Eine weit geringere Bedeutung hatte Heinrich von Schmidt, der Sohn des Wiener Dombaumeisters Friedrich von Schmidt, der 1883 als zweiter Architekturlehrer berufen wurde. Er war vor allem für die gotische und romanische Formenlehre zuständig. Mit der Berufung von Carl Hocheder 1898 bekam die von diesem als neuer Entwurfsstil Bürgerliche Baukunst begründete Zivilbaukunde ein stärkeres Gewicht.
Ab 1901 wurde nach Berlin, Dresden und Aachen der Städtebau nun auch in München gelehrt, zunächst in Gestalt eines Lehrauftrags von Hocheder, ab 1908 dann mit der Berufung von Theodor Fischer auf eine eigene Professur für Entwerfen und Städtebau. Mit Paul Pfann, der zuvor bei Paul Wallot tätig war, konnte 1899 ein für seine Freihandzeichnungen berühmter Professor für den Zeichenunterricht berufen worden.
Auch die erste bedeutende bauliche Erweiterung der Hochschule erfolgte unter Friedrich von Thiersch: Im Südwesten des Areals entlang der Gabelsberger- und Luisenstraße schuf Thiersch 1910–1916 dreigeschossige Flügelbauten mit Verbindung zum Altbau und einem die L-förmige Anlage dominierenden Turmbau, dem heutigen Wahrzeichen der TU. Im Trakt an der Gabelsbergerstraße waren im zweiten Obergeschoss in einer von Thiersch prächtig ausgestatteten Raumflucht die Bibliothek und die Plansammlung der Architekturabteilung untergebracht. Gemäß dem damaligen Stand der Bautechnik sind durch Verstärkung der Stahlbetondecken mit Stahlträgern die Zwischenwände versetzbar und erlauben eine flexible Nutzung.

### Reaktion und Aufbruch 1918–1933

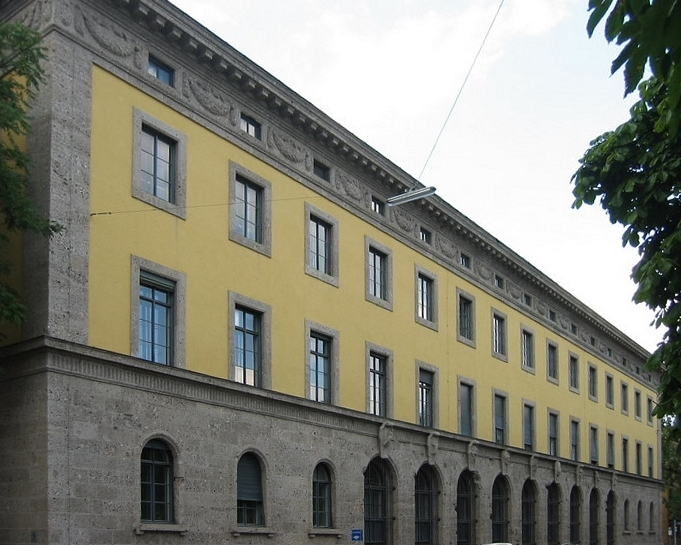
TU-Flügelbauten von Bestelmeyer

Nach dem Ersten Weltkrieg wandelten sich die „Stilschulen“ allmählich in „Konstruktionsschulen“. In der Weimarer Zeit prägten zahlreiche Neuberufungen die Ausbildung an der Architekturfakultät der Technischen Hochschule. 1917 wurde Richard Schachner auf den eigens für ihn errichteten Lehrstuhl für Inneren Ausbau, technische und gesundheitliche Anlagen in Gebäuden, ferner Industriebauten berufen. Mit Schachner, den Erbauer des Schwabinger Krankenhauses, gewannen zudem Bauhygiene und Krankenhausbau an Bedeutung. 1920 wurde neben Mecenseffy eine zweite Professur für Konstruktion errichtet, auf die Sigismund Göschel berufen wurde. Äußerst folgenreich war die Neubesetzung des Thiersch-Lehrstuhls mit dem konservativen German Bestelmeyer, der nicht nur zum Präsidenten der Akademie ernannt wurde, sondern auch mit der Errichtung der Erweiterungsbauten an der Arcisstraße beauftragt wurde. Die Architektenausbildung in München verlor an Renommee und Attraktivität, die Studentenzahlen gingen zurück.
Doch zunächst gab es mit den ebenfalls neu berufenen Adolf Abel (1928) und Robert Vorhoelzer (1930) zwei moderne Gegenpole zu der konservativen Ausrichtung durch Bestelmeyer. Der gemäßigt moderne Fischer-Schüler Abel übernahm den Städtebaulehrstuhl und der radikalere Begründer der Postbauschule Vorhoelzer wurde auf den Schmidt-Lehrstuhl berufen, den er in einen studentischen Atelierbetrieb umwandelte.
Auf den freien Flächen zur Arcisstraße erweiterte Bestelmeyer 1923–1926 den Neureutherbau durch zwei vorgesetzte Flügelbauten in Anlehnung an italienische Palazzi. Die TH erhielt dadurch einen repräsentativen Eingangshof, der mit zwei „Rossebändiger“-Skulpturengruppen von den Bildhauern Bernhard Bleeker und Hermann Hahn künstlerisch gefasst wurde.

### Architektenausbildung im Nationalsozialismus 1933–1945
Nachdem 1933 Abels Pläne für ein neues Kunstausstellungsgebäude an der Stelle des zerstörten Glaspalastes abgelehnt worden waren und 1937 Adolf Hitler ihn öffentlich kritisiert hatte, konnte dieser im öffentlichen Baugeschehen keine Rolle mehr spielen, blieb jedoch Lehrer an der TH. Seine Zuständigkeiten verlor er jedoch weitgehend an den 1938 neu berufenen Friedrich Gablonsky. Vorhölzer dagegen wurde von den Nationalsozialisten systematisch ausgeschaltet. Schon Anfang der 1930er Jahre wurden seine Werke als bolschewistisch kritisiert, und nachdem er 1931 öffentlich kritisch auf einen Vortrag von Paul Schultze-Naumburg, den Gründer des nationalsozialistischen Kampfbundes für deutsche Kultur, reagierte, wurde er von überzeugten Nationalsozialisten wie Georg W. Buchner und German Bestelmeyer trotz der Verteidigung durch seine (auch nationalsozialistischen) Studenten Theodor Fischer, Paul Schmitthenner und sogar Rudolf Heß 1933 wegen „undeutscher Kunstrichtung“ beurlaubt und 1935 in den vorzeitigen Ruhestand versetzt. Ab 1933 spielte das moderne Bauen an der TH keine Rolle mehr.
1935 begann die Planung für einen Neubau der gesamten Technischen Hochschule rund um den Schlosspark Nymphenburg, um das Hochschulgelände an der Arcisstraße für die NSDAP frei zu räumen. Auf einem Gelände an der Menzinger Straße, gegenüber dem Verwaltungsgebäude des Botanischen Gartens wurde der Grundstein gelegt. Die monumentalen Neubauplanungen von Bestelmeyer (1938) und Gablonsky (1938) wurden dann jedoch mit der Ernennung von Hermann Giesler zum Generalbaurat für die Stadt München hinfällig. Der Kriegsbeginn sorgte dann dafür, dass die Neubaupläne nicht weiter verfolgt wurden.
Auch während des Nationalsozialismus gab es mehrere Neubesetzungen. Der Vorhoelzer-Lehrstuhl wurde 1936 mit dem konservativen Roderich Fick neubesetzt, der später wegen der Errichtung der Parteibauten auf dem Obersalzberg und seiner Ernennung als Reichsbaurat für die Stadt Linz des Öfteren von seiner Lehrtätigkeit beurlaubt wurde. 1932 erhielt Alwin Seifert den Grässelschen Lehrauftrag für Garten- und Friedhofsgestaltung und wurde 1936 für seinen Beitrag als Landschaftsanwalt beim Bau der Autobahnen von Hitler mit dem Professorentitel belohnt. Besonders umstritten war die Berufung des fanatischen Nationalsozialisten und Rassisten Alexander von Senger auf den Lehrstuhl für Bauforschung, der eigens für ihn errichtet wurde. Senger wurde aufgrund seiner politischen Kontakte zu Alfred Rosenberg und Paul Schultze-Naumburg als Vorkämpfer des Nationalsozialismus an die TH berufen, obwohl er kaum fachliche Qualifikationen dafür besaß. Seine inhaltlichen Beiträge rückten gegenüber seiner Denunziantentätigkeit für die Gestapo in den Hintergrund. Auch der 1942 auf die Bestelmeyer-Nachfolge berufene Julius Schulte-Frohlinde spielte weniger als Hochschullehrer denn als politischer Aktivist für den Nationalsozialismus eine Rolle.
In diese Zeit fällt aber auch die Berufung von Hans Döllgast, der bereits vor seiner Ernennung 1939 zum außerordentlichen und 1942 zum ordentlichen Professor für Architekturzeichnen zahlreiche Lehraufträge für die TH ausübte, der neben Thiersch und Fischer zu den einflussreichsten Lehrerpersönlichkeiten der Architekturfakultät gehören sollte.

### Neubeginn zwischen Tradition und Moderne 1946–1968

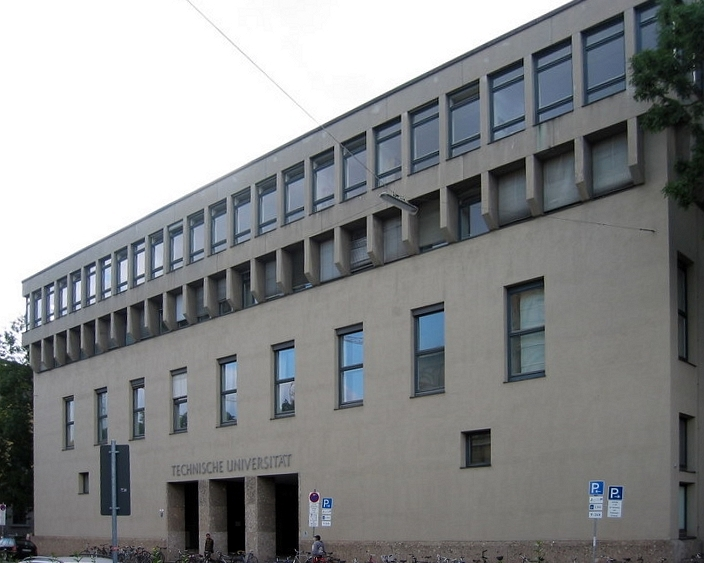
TU-Neubau von Johannes Ludwig

Schon im Sommer 1946 wurden wieder Architekten an der Technischen Hochschule ausgebildet. Die beiden während des Nationalsozialismus in Ungnade gefallenen Professoren Robert Vorhoelzer und Adolf Abel nahmen ihren Lehrbetrieb wieder auf und auch Döllgast sowie der Statikprofessor Alfred Zenns konnte seine Lehrtätigkeit fortsetzen. Auch Friedrich Krauss, Sigismund Göschel lehrten nach dem Krieg, zum Teil jedoch nur aushilfsweise. Roderich Fick, Julius Schulte-Frohlinde, Alexander von Senger und Friedrich Gablonsky wurden entlassen und nicht wieder eingestellt. Alwin Seifert wurde erst 1949 wieder für einen Lehrauftrag und 1954 für eine befristete Professur zurückgeholt.
Eine vordringliche Aufgabe war jedoch der Wiederaufbau bzw. Neubau der zerstörten Räumlichkeiten der Technischen Hochschule. Zu diesem Zweck wurde ein Spezialkommissar für den Wiederaufbau der TH direkt der Obersten Baubehörde unterstellt. Diesen Posten erhielt Vorhoelzer, der zudem auch stellvertretender Rektor der Universität wurde. 1948 errichtete Vorhoelzer den Neubau an der Arcisstraße, für den ein großer Teil des alten Neureutherbaus abgerissen werden musste.
1948 wurde Martin Elsaesser als Entwurfslehrer neu berufen. Der ehemalige Stadtbaurat von Frankfurt, der während des Nationalsozialismus arbeitslos war, bekam allerdings keine ordentliche Professur mehr, sondern musste sich mit einer Vertretung begnügen. Dagegen erhielt der Münchener Stadtbaurat Hermann Leitenstorfer, der auch während des Nationalsozialismus zahlreiche Bauprojekte durchführte 1950 eine ordentliche Professur. Ab 1946 lehrte Franz Hart Hochbaukonstruktion und 1954 wurde der Augsburger Postbauschüler Georg Werner auf den Abel-Lehrstuhl berufen. 1957 erhielt auch der zweite Professor für Hochbaukonstruktion, Werner Eichberg, eine ordentliche Professur.
In den 1950er-Jahren gab es erneut eine Neuverteilung der Lehrstühle zwischen Modernen und gemäßigt Modernen der Münchner Schule: Gerhard Weber und Gustav Hassenpflug standen für eine an Mies van der Rohe orientierte Moderne, während Josef Wiedemann und Johannes Ludwig eine eher handwerklich orientierte Moderne lehrten. Auch den starken skandinavischen Architektureinfluss an der TU München prägten Ludwig und Wiedemann.
Nachdem 1957 Döllgast emeritiert wurde, wurden seine Lehrbereiche neu aufgeteilt: Raumkunst und Architekturzeichnen übernahm Johannes Ludwig, die darstellende Geometrie kam zur Baugeschichte von Friedrich Krauss, Hochbaukonstruktion zu Franz Hart. Walter Karnapp lehrte nun Freihandzeichnen und Perspektive, während Robert Lippl nun für Grundlehre zuständig war.
In den 1960er-Jahren kamen zwei neue Lehrstühle hinzu: Helmut Gebhard lehrte ab 1967 Entwerfen und Bauen auf dem Lande und Gottfried Müller ab 1968 Raumforschung, Raumordnung und Landesplanung. Die Studentenrevolten drückten sich vor allem in der Kritik an schlechter Lehre und hohen Durchfallquoten in den Vordiplomsfächern an anderen Fakultäten aus. In den 1970er-Jahren monierten Studenten vor allem die fehlende theoretische Reflexion über das Bauen und seine normativen Voraussetzungen. Das Ergebnis war der studentische Frustra-Report. Obwohl während der 1970er-Jahre die Hälfte der Lehrstühle neu besetzt wurden, bestand die „Münchener Linie“ („kein Revirement, keine Experimente, keine Öffnung zu theoretisch reflektiertem Entwerfen“) fort.

### Münchner Architekturpragmatik 1968–1993
Von 1946 bis 1968 stieg die Zahl der Lehrstühle von 10 auf 17, die Entwurfslehrstühle erhöhten sich von vier auf sechs. Die Studentenzahlen nahmen zwischen 1968 und 1993 von 850 auf 1300 zu. Aus der Theoriediskussion der 68er „Studentenrevolution“ ging ein Lehrstuhl zur Einführung ins Entwerfen hervor. Die Neubesetzungen von über der Hälfte der Lehrstühle in den 1970er-Jahren brachten keinen Kurswechsel der pragmatisch-praxisorientierten Architekturschule München. Schwerpunkt und Stärke der Münchner Architekturschule bildete die solide, baukonstruktiv fundierte Entwurfsausbildung. Im Zuge einer neuen Studienordnung wurde 1991 das Fach Einführung ins Entwerfen wieder abgeschafft und dafür als Perspektive für die 1990er-Jahre das Konzept eines konstruktiven Entwurfs ausgebaut.
Georg Küttinger errichtete mit Studenten der TU München die Bruder-Klaus-Kapelle in Eichstätt.
Johannes Ludwig stockte 1968 Vorhoelzers zweigeschossigen Verwaltungsbau an der Arcisstraße um weitere zwei Geschosse turmartig auf. Ende der 1970er-Jahre wurde durch den Abbruch einiger frei werdender Gebäude im dicht bebauten Hochschulinnenhof eine Auflockerung erreicht. Nach gewonnenem Wettbewerb konnte dann Rudolf Wienands als letzte wichtige Arrondierung 1990–1994 eine innere Hochschulstraße mit einem zentralen Freiraum vor einem zurückgesetzten langgestreckten Institutsbau und einem Auditorium Maximum schaffen, das sich segmentförmig zur neu gestalteten Mitte öffnet.

### Aufbruch in die Internationalisierung seit 1993
In den 1990er-Jahren schärfte die Fakultät ihr Profil und steigerte ihr Renommee durch die Berufung einiger international anerkannter Architekten auf Entwurfslehrstühle. Durch den Aufbau eines Technischen Zentrums wurde der konstruktiv-technische und durch das Architekturmuseum der historische Schwerpunkt der Fakultät gestärkt.
Im Zuge der „Bologna-Erklärung“ von 1999 und der Studienreform von 2002 wurden an der TU München die international vergleichbaren Abschlüsse Bachelor und Master eingeführt. Aktuell bietet die Fakultät für Architektur der TU München drei Bachelorstudiengänge und fünf Masterabschlüsse an.
Die systematische Internationalisierung gehört zu den strategischen Entwicklungszielen der Münchener Architekturschule: So ist die Verankerung eines einjährigen Auslandsstudium aller B.A. Studierenden im 3. Jahr ein Alleinstellungsmerkmal unter den europäischen Architekturschulen. Seit 2008 weitet die Fakultät für Architektur der TUM ihre Kontakte mit Universitäten auf der ganzen Welt kontinuierlich aus. Derzeit hat die Fakultät 85 Partneruniversitäten in 37 Ländern. Im akademischen Jahr 2014/15 besuchten 188 Architekturstudenten der TU für ein bis zwei Semester eine Partneruniversität im Ausland. Gleichzeitig begrüßte die Fakultät für Architektur 204 Austauschstudenten von zahlreichen weltweiten Partneruniversitäten aus 35 Ländern – darunter Italien, Frankreich, Spanien, Dänemark und Belgien, Nord-, Mittel- und Südamerika, Singapur, Australien, Neuseeland, China und Mexiko.
Aktuell verfolgt die Fakultät für Architektur mit über 1.500 Studierenden und rund 200 Wissenschaftlern an 29 Professuren einen forschungsorientierten Lehransatz in Kooperation mit öffentlichen Organisationen und Unternehmen in München sowie mit wissenschaftlichen Einrichtungen auf der ganzen Welt. Dabei verfügt sie über ein ungewöhnlich umfangreiches Themenportfolio: Charakteristisch sind neben dem methodischen Schwerpunkt Entwerfen („Architectural Design“) die weiteren starken Focus Areas „Urban and Landscape Transformation“, „Integrated Building Technologies“ und „Cultural Heritage, History and Criticism“.
Da die bauliche Entwicklung des Stammgeländes seit Mitte der 1990er-Jahre mit dem „Wienandsbau“ abgeschlossen ist, werden seitdem kontinuierlich bauliche Situationen verbessert und dadurch auch die Attraktivität der Hochschule gesteigert. So entstand 2010 durch Umbau das sogenannte Vorhoelzer Forum auf dem Dach des Hauptgebäudes. 2011 wurde der Hauptzugang an der Arcisstraße neu gestaltet und ein neues Wegeleitsystem entwickelt.

## Department Head (bis 2021 Dekan/in)
- 1975–1977: Fred Angerer
- 1980–1982: Johann-Christoph Ottow
- 1983–1988: Otto Meitinger
- 1988–1990: Hermann Schröder
- 1996–1998: Ferdinand Stracke
- 1999–2000: Rainer Barthel
- 2006–2009: Dietrich Fink
- 2009–2011: Regine Keller
- 2011–2014: Sophie Wolfrum
- 2014–2017: Hannelore Deubzer
- 2017–2021: Andreas Hild
- 2021–2024: Regine Keller
- 2024–: Alexander von Kienlin

## Aktuelle Professoren
- Thomas Auer
- Stephen Bates
- Stephan Birk
- Benedikt Boucsein
- Pierluigi D‘Acunto
- Thomas Danzl
- Kathrin Dörfler
- Dietrich Erben
- Niklas Fanelsa
- Uta Graff
- Andreas Hild
- Regine Keller
- Francis Kéré
- Bruno Krucker
- Jeannette Kuo
- Andres Lepik
- Ferdinand Ludwig
- Mark Michaeli
- Florian Nagler
- Frank Petzold
- Andreas Putz
- Sören Schöbel-Rutschmann
- Katja Thoring
- Alexander von Kienlin
- Udo Weilacher

## Ehemalige Architekturlehrer und Professoren (Auswahl)

### Bauschule der Akademie der Bildenden Künste
- Carl von Fischer
- Friedrich von Gärtner
- August von Voit
- Ludwig Lange
- Georg Friedrich Ziebland

### Polytechnische Schule
- Eduard Metzger
- Friedrich Bürklein
- Rudolf Gottgetreu
- Ludwig Foltz
- Carl Maximilian von Bauernfeind
- Gottfried von Neureuther
- Max von Pettenkofer
- Eduard Riedel
- Albert Geul

### Neues Polytechnikum/Technische Hochschule
- Albert Geul
- Rudolf Gottgetreu
- Gottfried von Neureuther
- August Thiersch
- Heinrich von Schmidt
- Carl Hocheder
- Theodor Fischer
- Hans Grässel
- Philipp Sporrer
- Paul Pfann
- Wilhelm Wittmann
- Hermann Buchert
- Richard Schachner
- German Bestelmeyer
- Adolf Abel
- Robert Vorhoelzer
- Hubert Knackfuß
- Roderich Fick
- Fritz Gablonsky
- Alwin Seifert
- Alexander von Senger
- Julius Schulte-Frohlinde
- Hans Döllgast
- Friedrich Krauss
- Alfred Zenns
- Martin Elsaesser
- Hermann Leitenstorfer
- Georg Werner
- Werner Eichberg
- Franz Hart
- Gerhard Weber
- Gustav Hassenpflug
- Josef Wiedemann
- Johannes Ludwig
- Fred Angerer
- Hans Karlinger

### Technische Universität München
- Helmut Gebhard
- Gottfried Müller
- Gerd Albers
- Robert Lippl
- Uwe Kiessler
- Bernhard Winkler
- Theodor Hugues
- Otto Meitinger
- Friedrich Kurrent
- Ferdinand Stracke
- Johann-Christoph Ottow
- Hermann Schröder
- Sampo Widmann
- Georg Küttinger
- Thomas Herzog
- Rudolf Wienands
- Gottfried Gruben
- Wolf Koenigs
- Norbert Huse
- Winfried Nerdinger
- Gerhard Hausladen
- Stephan Trüby
- Erwin Emmerling
- Sophie Wolfrum
- Fritz Frenkler
- Hermann Kaufmann
- Florian Musso
- Dietrich Fink
- Tina Haase
- Manfred Schuller
- Dietrich Fink
- Bruno Dietrichs
- Ingrid Krau

- Thomas Bock

## Ausgewählte Alumni
- Gottfried Böhm
- Gui Bonsiepe
- Stephan Braunfels
- Helmut Jahn
- Ernst Maria Lang
- Gerhard Matzig
- Friedrich Spengelin
- Christiane Thalgott
- Kurt Ackermann
- Albert Speer junior
- Uta Hassler
- Andreas Tönnesmann
- Dieter Mertens (Bauforscher)
- Elisabeth Böhm
- Konrad Wohlhage
- Walter Gropius
- Sep Ruf
- Ella Briggs
- Saura Sermenghi

## Preise und Stiftungen

### Senator Bernhard Borst Preis
Die Bernhard-Borst-Stiftung verleiht den Senator Bernhard Borst Preis der TU München an Studierende oder junge Absolventen der Studiengänge Architektur. Der Auswahlprozess erfolgt jährlich durch das Department Architektur der TUM. 
Preisträger:
- 2024: Pia Schneider
- 2023: Ivo Kalvelage[2]
- 2019: Nick Förster, Dominik Thoma, Tanja Schmidt, Jonas Hamberger und Maximilian David Graber[3]
- 2016: Katrin Fleischer und Corinna Wiest, Michael Fox und Lionel Esche[4]
- 2015: Alexander Richert und Laura Wollenhaupt für Das Gewöhnliche, Matthias Retzer und Simon Rott für Isarwerk, Benedict Esche für Portfolio[5]
- 2013: Verena Fridrich
- 2010: Ludwig Zitzelsberger[6]

### Hans Döllgast Preis
Der Hans Döllgast Preis der Technischen Universität München wird semesterweise für die beste Master-Thesis im Studiengang Architektur vergeben. In Gedenken an Hans Döllgast wird dieser seit 1982 vergeben.
Preisträger:
- 2024: Laura Lehle
- 2023: Simon Martini
- 2020: Lukas Brecheler für Wohngigant – Ein Wohnhochhaus in der Stadt und Alexandra Huber für Catching the wind
- 2019: Marion Montiel Cabrera für Schiffsmuseum Nao Victoria und Philipp Valente Gouveia Pais für Bauernhaus Narburg
- 2018: Dimitrij Lakatos für Ein Vermittlungsraum für die Pinakotheken und Matteo Pelagatti für Lampedusa, eine architektonische Intervention am Tor Europas
- 2017: Markus Stolz für Der Turm auf dem Lande. Umbau eines Lagerhauses
- 2016: Lena Kohl für Das Gedächtnis der Stadt: Erweiterung des Stadtarchivs am Nordbad
- 2015: Leo Bettini für Palco Pubblico
- 2014: Dominik von Waldthausen für Alte Brauerei
- 2013: Caroline Higi für Konzerthaus am Hofgarten
- 2012: Felix Reiner für Zentralbibliothek für die LMU München
- 2011: Urs Fridrich für Gartenhof im Kreszentia Stift
- 2010: Wulf Böer für Living Art
- 2009: Christof Bedall für Mitbürgerhaus Bad Tölz und Felix Krüttli für Mixed Use
- 2008: Matthias Schaule für The image of the city
- 2007: Sebastian Multerer für Münchner Freiheit Leopoldstraße
- 2006: Philipp Gasteiger für Starnberg
- 2005: Isabel Strehle für Landränder und Michael Weiß für Schubertiadehaus in Schwarzenberg
- 2004: Eva Klampfl für Innsbruck waterfront und Alexander Fthenakis für Odeon-Konzerthaus
- 2003: Agnes Förster für Block-Häuser
- 2002: Anke Pfeffer und Peter Ralf für Stadtfoyer und Tobias Büttner für Brenner_Rast
- 2001: Maren Kohaus für Handeln-Dienen-Kaufen am Isartor und Sigrid Wittl für Ein Museum für den Künstler Karl Valentin in München
- 2000: Gerhard Zehetmaier und Hermann Streicher
- 1999: Martin Lechner für Polare Forschungsstation und Fedor Kusmierz für Bibliothek
- 1998: Kerstin Weigert für Stadthaus-Durchaus und Jörg Schröder für Weyarn-Musikakademie und Grundschule
- 1997: Katrin Gessel für Akademie für Konservierung und Restaurierung und Michaela Hoppe für Schöne Aussicht – Eine Freiraumbühne für den Münchner Norden
- 1996: Claudia Klusser für Die Donauinsel – Neue Mitte Neu-Ulm und Hans Kazzer für Die Kathedrale unserer Zeit
- 1995: Marie Sophie Knopp für Ausstellungs- und Veranstaltungszentrum an den Isarauen und Peter Kuchenreuther für Am Flet – Verdichtung und Umstrukturierung eines Hamburger Stadtquartiers
- 1994: Susanne Veit für Badehaus und Kurhotel, Karlsbad und Robert Mantel für Islamisches Zentrum, Augsburg
- 1993: Martina Günther und Mathias Fiegl für Der Mittlere Ring – ein neuer Stadtraum
- 1992: Michaela Busenkell und Andreas Gierer
- 1991: Thomas Pfeiffer
- 1990: Mechtild Glaab
- 1989: Thomas Schmiedl
- 1988: Werner Lang
- 1987: Ute Link
- 1986: Franz Wimmer
- 1985: Andreas Ehrmann
- 1983: Miriam Wagmann
- 1982: Gerhard Breu

### Johannes B. Ortner Preis
Die Johannes B. Ortner-Stiftung wurde im Jahre 2005 gegründet. Sie fördert Forschungsprojekte von Nachwuchswissenschaftlern der naturwissenschaftlichen und technischen Studienfächer, insbesondere der Architektur und des Bauingenieurwesens, sowie das Studien- und Weiterbildungsangebot der TUM im Ausland. Johannes B. Ortner ist Ehrensenator und großzügiger Mäzen »seiner TUM«.
Mit der Auszeichnung herausragender Arbeiten von Nachwuchs in den technischen und naturwissenschaftlichen Fächern möchte die Stiftung eine Tradition begründen, um erbrachte wissenschaftliche Leistungen gebührend zu würdigen. 
Preisträger:
- 2020: Laura Eberhardt für Masterarbeit Hospitium – Beherbergung Sterbender. Wissenschaftliche Arbeit und Architektonisches Entwurfsprojekt
- 2019: Barbara Berger für Dissertation Der Gasbehälter als Bautypus – Baukonstruktions geschichte des 19. und frühen 20. Jahrhunderts. In England entwickelt, in Deutschland optimiert, weltweit verbreitet – gezeigt am Beispiel Italiens.
- 2018: Verena Gaukler für Masterarbeit Harder Kultur Bastei – Stadtmauer Ingolstadt
- 2017: Corinna Wiest für Masterarbeit Eine glückliche Beziehung? Das Verhältnis von Kunst am Bau zu Architektur und Nutzer – Eine Untersuchung am Fallbeispiel des Forschungscampus Garching
- 2016: Felix Matschke für Masterarbeit Kulturhäuser der 1950er in der DDR – Studie und Konzeption einer realistischen Neubelebung des Kulturhauses in Mestlin
- 2015: Katharina Voigt für Masterarbeit Entwurf eines Hospizes in München und Überlegungen zur Typologie von Sterbeorten
- 2014: Maximilian Helmreich für Diplomarbeit Kunst, Kaufen, Kulinarik
- 2013: Sophie Reiner für Diplomarbeit La Maison de la Ville Schallmoos und Michael Maier für Diplomarbeit Mir gfalts Dach
- 2012: Ludwig Zitzelsberger und Ludovic Schober für Diplomarbeit Umnutzung und Erweiterung des Loreto-Klosters in Landshut
- 2011: Verena Voppichler für Diplomarbeit Neuentwicklung von Seilbahnstützen und Christina Thanner für Diplomarbeit Zum Kunstareal im Schwerpunkt Städtebau
- 2010: Melanie Hammer und Waschma Sahin für Diplomarbeit Produktive Landschaften – Algenkulturzentrum in den alten Salzgärten von Cadiz
- 2009: Judith Resch für Diplomarbeit Mitbürgerhaus Bad Tölz und Julia Klassen für Diplomarbeit Mixed Use
- 2008: Hanne Andreesen und Maximiliane Groha für Diplomarbeit Dencity
- 2007: Sebastian Multerer für Münchner Freiheit Leopoldstraße
- 2006: Lavinia Herzog für Diplomarbeit STEHZEUGHAUS, Mobilitätsknoten Massenverkehr-Individualverkehr

### Dr. Marschall Stiftung
Zum Andenken an seinen jüngeren Bruder – Werner Konrad Marschall (1936–1998) – gründete Horst Karl Marschall am 7. April 1999 die Werner Konrad Marschall und Dr.-Ing Horst Karl Marschall Stiftung. Dieser ist mit 10'000 Euro dotiert. Im Vorstand sitzen Klaus-Hinrich Wiegand, Andreas Hild, Simone Wiegand, Andreas Putz, Irene Meissner und Martin Luce.
Träger:
- 2024: Julian Schäfer
- 2023: Patricia Schneider-Marin
- 2022: Ata Chockhachian
- 2021: Jonathan Natanian
- 2020: Norbert Kling
- 2019: Eike Schling
- 2018: Jochen Stopper
- 2017: JuanJuan Zhao
- 2016: Philipp Lionel Molter
- 2015: Dominik Jelschewski
- 2014: Gerhard Schubert für Mensch-Computer-Interaktion in frühen Entwurfsphasen
- 2013: Hilde Strobl
- 2011: Petra Liedl für Interaktion Klima-Mensch-Gebäude und Christian Kayser für Baukonstruktion gotischer Fenstermaßwerke in Mitteleuropa
- 2010: Alexander Wiesneth für Die Gewölbekonstruktionen Balthasar Neumanns
- 2009: Philipp Dreher